# Dietmar von Aist
Dietmar von Aist (prima del 1139 – dopo il 1171) è stato un Minnesänger bavarese. Gli anni usati come terminus ante quem e post quem per nascita e morte derivano da testimonianze documentali.

## Vita
Un Dietmar von Aist è citato dal 1139 in manoscritti di Salisburgo, Ratisbona e Vienna; Il nome Aist dovrebbe fare riferimento all'omonimo fiume affluente del Danubio, mentre la famiglia von Aist è nota dal 1125 e le rovine del suo castello si mostrano ancora sulle sponde del fiume Aist. Egli non va però confuso con un "Ditmarus de Agasta" menzionato in documenti dell'epoca.

## Opere
Molte sono le canzoni che gli vengono attribuite ma solo poche sono certamente sue. Da esse, si rivela uno dei primi Minnesänger, le cui forme poetiche rappresentano un tramite fra le precedenti forme tradizionali e il Minnesang.
Tra i primi a usare il ritornello, i suoi temi sono relativi ai rapporti fra gli uomini e all'amore, nel quale la donna appare assumere un ruolo di forte indipendenza, come si mostra nella poesia Ez stuont un frouwe alleine (Non vi era una donna sola)
La canzone Slâfest du, friedel ziere? (Dormi, mio bell'amore?) può essere considerata il primo Tagelied, ossia la prima alba della poesia tedesca, senza essere d'imitazione francese, dal momento che manca la tipica figura del guardiano che sveglia i due innamorati.
Ich was vil sanfte entslâfen,
nu rüefestû, kint: "wâfen!"
liep âne léit mác niht sîn.

swaz dû gebiutest, daz leiste ich, mîn friundîn.

Diu frouwe begunde weinen:
du rîtest hínnen und lâst mich eine.
wenne wîlt du wider her zuo mir?
owê, du vüerest mîne fröide samt dir!»